# Robert Alda
Robert Alda, eigentlich Alfonso Giuseppe Giovanni Roberto D'Abruzzo, (* 26. Februar 1914 in New York City, New York; † 3. Mai 1986 in Los Angeles, Kalifornien) war ein US-amerikanischer Schauspieler.

## Leben
Robert Alda wurde als Sohn italienischstämmiger Eltern – Anthony und Frances T. D’Abruzzo – in New York geboren. Er machte 1930 seinen Abschluss an der Stuyvesant High School in New York und begann eine Karriere als Varieté-Sänger und Tänzer, nachdem er einen Talentwettbewerb gewonnen hatte. Sein Künstlername Alda setzt sich aus jeweils den ersten beiden Buchstaben seines ersten Vornamens und des Nachnamens zusammen.
Bekannt wurde er 1945 durch die Verkörperung George Gershwins in der Filmbiografie Rhapsodie in Blau. Es folgten weitere Filmauftritte, etwa im Horrorfilm Die Bestie mit den fünf Fingern (1946) sowie als Talentagent in Douglas Sirks Melodram Solange es Menschen gibt (1959) neben Lana Turner, doch sollte sich Alda in Hollywood nie zu den ganz großen Stars entwickeln. Größere Erfolge feierte er am Broadway, beispielsweise 1950 in Guys and Dolls, wofür er einen Tony Award bekam und 1964 in What Makes Sammy Run?
In den frühen 1960er Jahren zog Alda nach Italien und spielte in den nächsten zwei Jahrzehnten erfolgreich in verschiedenen europäischen Filmproduktionen mit. Gelegentlich kehrte er in die Vereinigten Staaten zurück, wo er unter anderem 1969 in dem Film The Girl Who Knew Too Much auftrat.
Seine erste Frau Joan Brown, ein ehemaliges Showgirl und Miss New York heiratete Alda 1932; sie wurde Mutter seines Sohnes, des Schauspielers Alan Alda. Bereits einige Jahre später wurde die Ehe geschieden. Mit seiner zweiten Frau Flora Martino, Mutter seines jüngeren Sohnes Antony Alda, blieb er zeit seines Lebens verheiratet. Sein Sohn Alan wurde vor allem durch die Fernsehserie M*A*S*H bekannt, in der Robert Alda selbst auch zwei Gastauftritte hatte. Bei dem Auftritt in der Folge Lend A Hand war auch sein jüngerer Sohn Antony Alda mit von der Partie.
Robert Alda starb am 3. Mai 1986 an einem Herzinfarkt, er wurde 72 Jahre alt.

## Filmografie (Auswahl)
- 1945: Rhapsodie in Blau (Rhapsody in Blue)
- 1946: Die Bestie mit den fünf Fingern (The Beast With Five Fingers)
- 1946: Im Geheimdienst (Cloak and Dagger)
- 1947: Nora Prentiss
- 1947: Besuch in Kalifornien (The Man I Love)
- 1949: Ein Fall für Detektiv Landers (Homicide)
- 1950: Tarzan und das Sklavenmädchen (Tarzan and the Slave Girl)
- 1955: Die schönste Frau der Welt (La donna più bella del mondo)
- 1959: Kasernengeflüster (Un militare e mezzo)
- 1959: Solange es Menschen gibt (Imitation of Life)
- 1960: Der Fluch des Pharao (Il sepolcro dei re)
- 1960: Kampf um Rom (La vendetta dei barbari)
- 1960: Kasernengeflüster (Un militare e mezzo)
- 1961: Im Bann der Puppe (Devil’s Doll)
- 1962: Die drei Musketiere der Meere (I moschettieri del mare)
- 1973: Die Schlange (Le Serpent)
- 1974: Der Teuflische (La casa dell'esorcismo)
- 1975: Cagliostro
- 1975: Ich will, ich will … vielleicht? (I will … I will … For Now)
- 1976: Bittersüße Liebe (Bittersweet Love)
- 1976: Won Ton Ton – der Hund, der Hollywood rettete (Won Ton Ton, the Dog Who Saved Hollywood)
- 1978: Der Diamantencoup (Controrapina)
- 1978: Ladies mit weißer Weste (Perfect Gentlemen) (Fernsehfilm)
- 1978: Spider-Man schlägt zurück (Spider-Man Strikes Back)
- 1978–1979: Der unglaubliche Hulk (The Incredible Hulk) (Fernsehserie, 2 Folgen)

## Auftritte am Broadway (Auswahl)
- The Front Page 1969–1970
- My Daughter, Your Son 1969–1969
- What Makes Sammy Run? 1964–1965
- Harbor Lights 1956
- Guys and Dolls 1950–1953